# José Ronaldo Ribeiro
José Ronaldo Ribeiro (Uberaba, 28 febbraio 1957) è un vescovo cattolico brasiliano, dal 12 settembre 2018 vescovo emerito di Formosa.

## Biografia
Monsignor José Ronaldo Ribeiro è nato a Uberaba il 28 febbraio 1957.

### Formazione e ministero sacerdotale
Ha cominciato il suo discernimento vocazionale con i padri giuseppini del Murialdo nella parrocchia di San Paolo a Brasilia, studiando poi filosofia e teologia nel seminario maggiore arcidiocesano "Nostra Signora di Fatima". Nel 1983, al terzo anno di teologia, è stato accolto come seminarista dall'arcidiocesi di Brasilia.
Il 5 maggio 1985 è stato ordinato presbitero per l'arcidiocesi di Brasilia. In seguito è stato parroco della parrocchia di Nostra Signora dell'Immacolata Concezione a Sobradinho dal 1985 al 2007, vicario episcopale del Vicariato Nord dell'arcidiocesi e vicario generale dal 2005 al 2007.

### Ministero episcopale
Il 6 giugno 2007 papa Benedetto XVI lo ha nominato vescovo di Janaúba. Ha ricevuto l'ordinazione episcopale il 28 luglio successivo nel Ginásio de Esporte Carmem de Oliveira di Sobradinho dall'arcivescovo metropolita di Brasilia João Braz de Aviz, co-consacranti il cardinale José Freire Falcão, arcivescovo emerito di Brasilia, e l'arcivescovo metropolita di Aparecida Raymundo Damasceno Assis. Ha preso possesso della diocesi il 25 agosto successivo.
Il 24 settembre 2014 papa Francesco lo ha nominato vescovo di Formosa. Ha preso possesso della diocesi il 22 novembre successivo.
Il 10 marzo 2018 lo stesso papa Francesco ha nominato visitatore apostolico della diocesi monsignor Paulo Mendes Peixoto, arcivescovo di Uberaba. In un comunicato della nunziatura apostolica in Brasile, si è precisato che a monsignor Mendes Peixoto sono state conferite "tutte le facoltà per governare la circoscrizione ecclesiastica e per realizzare, contemporaneamente, la visita apostolica ordinata in precedenza". Il 19 dello stesso mese monsignor Ribeiro è stato arrestato insieme al vicario generale e ad altri quattro sacerdoti su ordine del pubblico ministero dello Stato brasiliano. I presuli sono tutti accusati di corruzione e associazione per delinquere. L'accusa, secondo quanto riportato dalla stampa, sarebbe quella di aver sottratto in modo irregolare almeno 600 000 dollari (due milioni di reais) dalle donazioni dei fedeli e di averli usati per fini non religiosi. Gli arresti degli ecclesiastici sarebbero avvenuti nel quadro di un'operazione più vasta, con tredici arresti, denominata "Caifas". Il 21 marzo monsignor Mendes Peixoto è stato nominato amministratore apostolico sede plena et ad nutum Sanctae Sedis. Il 12 settembre 2018 papa Francesco ha accettato la sua rinuncia al governo pastorale della diocesi.

## Genealogia episcopale
La genealogia episcopale è:
- Cardinale Scipione Rebiba
- Cardinale Giulio Antonio Santori
- Cardinale Girolamo Bernerio, O.P.
- Arcivescovo Galeazzo Sanvitale
- Cardinale Ludovico Ludovisi
- Cardinale Luigi Caetani
- Cardinale Ulderico Carpegna
- Cardinale Paluzzo Paluzzi Altieri degli Albertoni
- Papa Benedetto XIII
- Papa Benedetto XIV
- Papa Clemente XIII
- Cardinale Marcantonio Colonna
- Cardinale Giacinto Sigismondo Gerdil, B.
- Cardinale Giulio Maria della Somaglia
- Cardinale Carlo Odescalchi, S.I.
- Cardinale Costantino Patrizi Naro
- Cardinale Lucido Maria Parocchi
- Papa Pio X
- Cardinale Gaetano De Lai
- Cardinale Raffaele Carlo Rossi, O.C.D.
- Cardinale Amleto Giovanni Cicognani
- Arcivescovo Carmine Rocco
- Vescovo Domingos Gabriel Wisniewski, C.M.
- Cardinale João Braz de Aviz
- Vescovo José Ronaldo Ribeiro